# Список прямокрылых Украины

Украина (включая спорную территорию Крыма) на карте Европы

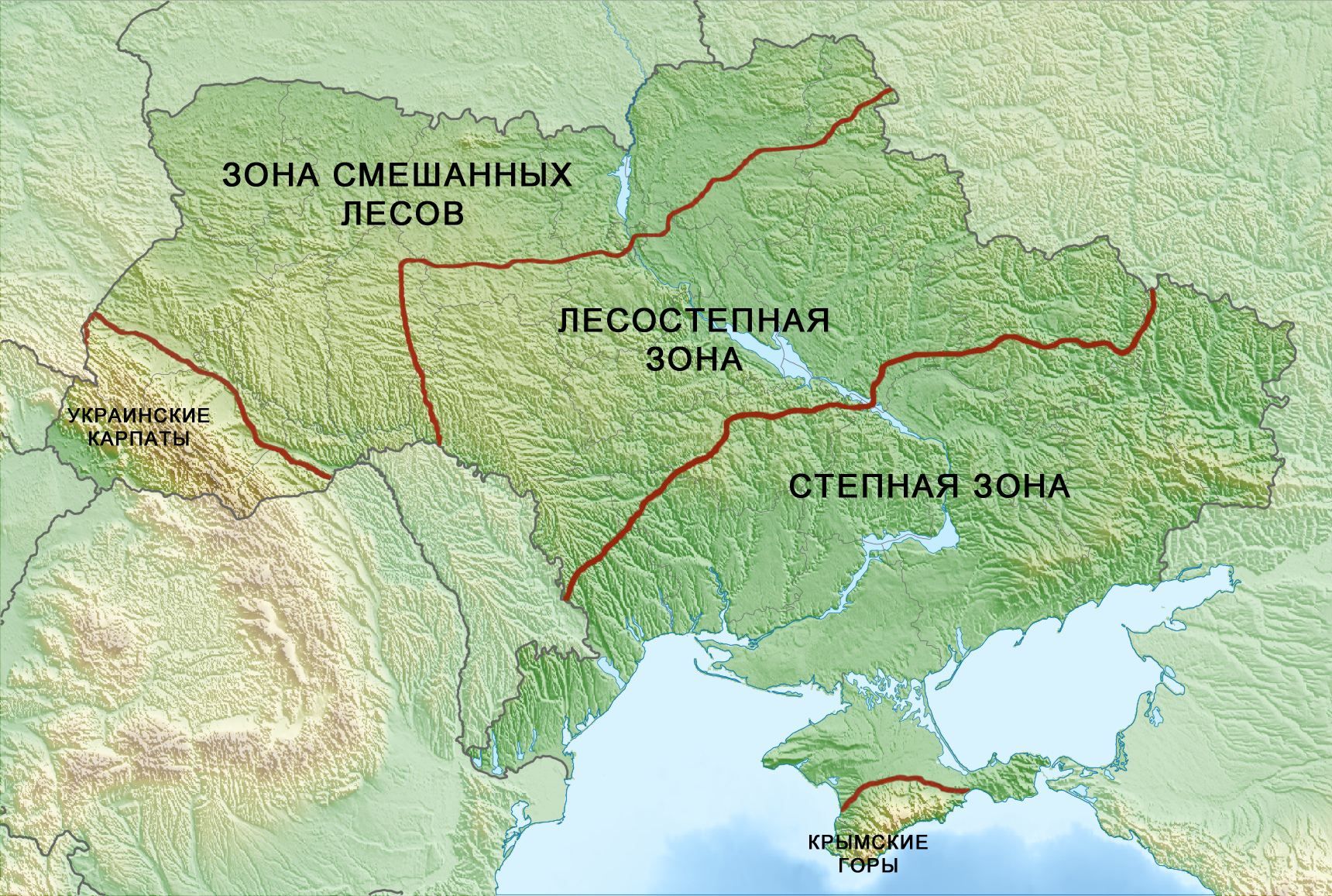
Природные зоны Украины

Список прямокрылых Украины содержит перечень видов насекомых из отряда Orthoptera (кузнечики, сверчки, кобылки, трипёрсты, прыгунчики), зарегистрированных на территории Украины.
Украина находится в географическом центре Европы, в зоне умеренно континентального климата, на её территории чётко выделяются четыре природные зоны:
- зона широколиственных и смешанных лесов, наиболее бедная представителями отряда прямокрылых;
- лесостепная зона, занимающая среднюю полосу страны и являющаяся переходной между лесами и степью;
- зона степи, наиболее богатая разнообразием и количеством прямокрылых насекомых;
- субтропический Южный берег Крыма[К 1] со средиземноморским климатом, занимающий южную часть Крымского полуострова от гор до морского побережья. Разнообразие прямокрылых здесь не так велико, как в степи, однако встречается немало средиземноморско-кавказских реликтов, среди которых есть и эндемичные виды, не встречающиеся больше нигде.

## Некоторые замечания по систематике
Отряд прямокрылых насекомых (Orthoptera) разделяют на 2 чётко обособленных подотряда — длинноусых (Ensifera) и короткоусых (Caelifera). В настоящее время на территории Украины зарегистрировано 186 видов прямокрылых насекомых из 11 семейств обоих подотрядов: 76 видов кузнечиков (75 видов Tettigoniidae и 1 вид Rhaphidophoridae), 25 видов сверчков (13 видов Gryllidae, по 3 вида Mogoplistidae и Myrmecophilidae, 4 вида Trigonidiidae и 2 Gryllotalpidae), 4 вида трипёрстов (Tridactylidae), 7 видов прыгунчиков (Tetrigidae) и 74 вида саранчовых (73 вида Acrididae и 1 вид Pamphagidae). Помимо нижеперечисленных видов ранее в литературе для Центральной и Восточной Европы, в том числе Украины, указывался вид кузнечиков Isophya pyrenaea (Serville, 1838), что связано с ошибочным определением видовой принадлежности собранного материала. Как было установлено позже, образцы, идентифицированные как I. pyrenaea, на самом деле относятся к видам I. camptoxypha, I. kraussi, I. pienensis и I. brevicauda. Ещё до недавнего времени в литературе указывался как отдельный вид пилохвост Болдырева (Poecilimon boldyrevi), эндемик Крыма, который был занесён в 3-е издание Красной книги Украины (2009 г.) как исчезающий вид. Однако в 2012 году после проведённой международной группой ортоптерологов ревизии рода Poecilimon вид P. boldyrevi был синонимизирован с видом P. pliginskii, распространённым в том же ареале.

## Общая характеристика прямокрылых Украины
Прямокрылые Украины — в основном обитатели открытых травянистых ландшафтов, наиболее разнообразны и многочисленны они в степях и на лугах. И даже виды, распространённые в зоне лесов, держатся преимущественно на лесных опушках, полянах и просеках, практически не проникая в лесные заросли. Большинство видов прямокрылых страны обитают в травяном покрове или на земле, лишь небольшое количество видов этих насекомых приурочено преимущественно к кустарниковым зарослям. Настоящих дендробионтов, обитающих в кронах деревьев, на территории Украины нет.

## Условные обозначения
Цветом в списке выделены:
 Виды, находящиеся на территории Украины под охраной и включённые в третье издание Красной книги Украины (2009 год).
 Синантропные интродуцированные виды, не встречающиеся на территории Украины в дикой природе.

## ПодотрядEnsifera—Длинноусые прямокрылые
| Иллюстрация самца ♂                             | Иллюстрация самки ♀                             | Русскоязычное и научное название                                       | Ареал на территории Украины. Замечания по систематике и охране. |
| ----------------------------------------------- | ----------------------------------------------- | ---------------------------------------------------------------------- | --- |
| Семейство Tettigoniidae — Настоящие кузнечики   |                                                 |                                                                        | |
|                                                 |                                                 | Лесолюбка Ретовского Anadrymadusa retowskii (Adelung, 1907)            | Эндемик Южного берега Крыма. Обитает на хорошо прогреваемых солнцем сухих участках каменистых степей, в произрастающих вдоль побережья сухих редколесьях средиземноморского типа, на каменистых склонах и осыпях в Предгорье и в неглубоких ярах на южных склонах гор и холмов на высоте 100—200 м над у. м. Держаться предпочитает в растительности с преобладанием бешеного огурца. Редкий реликтовый вид, встречаются только единичные экземпляры. Ареал и общая численность вида сокращаются вследствие чрезмерной рекреационной нагрузки и уничтожения мест обитания: вырубки деревьев, лесных пожаров, застройки. Занесена в Красную книгу Украины, как уязвимый вид, и Красную книгу Республики Крым, как редкий вид. Охраняется в природном заповеднике «Мыс Мартьян», Карадагском и Ялтинском горно-лесном природных заповедниках, ландшафтно-рекреационном парке «Лисья бухта – Эчки-Даг». |
|                                                 |                                                 | Сосновый пилохвост Barbitistes constrictus Brunner von Wattenwyl, 1878 | Широко распространён по всей территории Украины кроме Одесской области и Крыма. |
|                                                 |                                                 | Barbitistes serricauda (Fabricius, 1794)                               | Юго-запад Украины. |
|                                                 |                                                 | Bicolorana bicolor (Philippi, 1830)                                    | На территории Украины встречается номинативный подвид Bicolorana bicolor bicolor. |
|                                                 |                                                 | Степной толстун Bradyporus multituberculatus (Fischer-Waldheim, 1833)  | До конца XIX века был широко распространён в степной и на юге лесостепной зоны Украины: в Черкасской, Харьковской, Одесской, Херсонской и Донецкой областях. Последние достоверные находки были сделаны в 1902—1906 годах в Одесской и Донецкой областях. Находка в 1989 году в Каневском заповеднике требует подтверждения. Чрезвычайно редкий вид, находящийся на грани вымирания, а возможно уже вымерший на территории Украины. Занесён в Красную книгу Украины как исчезающий вид. |
|                                                 |                                                 | Короткокрылый мечник Conocephalus dorsalis (Latreille, 1804)           | |
|                                                 |                                                 | Обыкновенный мечник Conocephalus fuscus (Fabricius, 1793)              | Conocephalus fuscus fuscus |
|                                                 |                                                 | Белолобый кузнечик Decticus albifrons (Fabricius, 1775)                | |
|                                                 |                                                 | Серый кузнечик Decticus verrucivorus (Linnaeus, 1758)                  | В Украине встречается номинативный подвид Decticus verrucivorus verrucivorus |
|                                                 |                                                 | Виноградный эфиппигер Ephippiger ephippiger (Fiebig, 1784)             | Встречается на лесных полянах, опушках, виноградниках. На территории Украины обитает 2 подвида: номинативный Ephippiger ephippiger. ephippiger и эндемичный для Украины Ephippiger ephippiger mischtschenkoi, описанный из района г. Канева. |
|                                                 |                                                 | Gampsocleis glabra (Herbst, 1786)                                      | Степи. |
|                                                 |                                                 | Gampsocleis schelkovnikovae Adelung, 1916                              | ? |
|                                                 |                                                 | Изофия херсонская Isophya brunneri Retowski, 1888                      | [ 16 ] |
|                                                 |                                                 | Isophya camptoxypha (Fieber, 1853)                                     | Встречается в горах Закарпатья. |
|                                                 |                                                 | Isophya costata Brunner von Wattenwyl, 1878                            | |
|                                                 |                                                 | Изофия донецкая Isophya doneciana Bey-Bienko, 1954                     | |
|                                                 |                                                 | Изофия кубанская Isophya gracilis Miram, 1938                          | Крым. |
|                                                 |                                                 | Isophya kraussii Brunner von Wattenwyl, 1878                           | Isophya kraussii moldavica. |
|                                                 |                                                 | Isophya modesta (Frivaldszky, 1868)                                    | В степях центра и юго-востока Украины встречается подвид Isophya modesta rossica. |
|                                                 |                                                 | Isophya pienensis Maran, 1954                                          | Западная Украина. Встречается на травянистых лугах, в том числе горных полонинах, лесных опушках и полянах, зарослях малины (Rubus idaeus). Распространен на высоте от 250 до 1500 м. |
|                                                 |                                                 | Изофия степная Isophya stepposa Bey-Bienko, 1954                       | Обитает в степях центра и востока Украины. Занесена в Красный список МСОП, как вымирающий вид . |
|                                                 |                                                 | Isophya stysi Cejchan, 1957                                            | Закарпатская Украина. Населяет луга, лесные опушки и подлесок на высоте 100—1000 м. |
|                                                 |                                                 | Изофия крымская Isophya taurica Brunner von Wattenwyl, 1878            | Эндемик Южного Крыма, где населяет разнообразные открытые биотопы: субсредиземноморские кустарниковые заросли, луга, лесные опушки и поляны, луга над поясом лесов. Иногда заходит в сельскохозяйственные районы. Взрослые встречаются с апреля—мая (на малых высотах, где они исчезают уже в июне), после середины июля их редко можно найти даже на самых больших высотах (Бабуган-яйла). Распространена на высоте до 1500 м. |
|                                                 |                                                 | Изофия Зубовского Isophya zubowskii Bey-Bienko, 1954                   | Юго-запад Украины. Обитает в среднеувлажненных и полузасушливых травянистых биотопах, в том числе в степях и на лесных полянах. Как правило, низинный вид. Занесена в Международную Красную книгу, как вымирающий вид . |
|                                                 |                                                 | Пластинохвост обыкновенный Leptophyes albovittata (Kollar, 1833)       | Обитает в лесостепной и степной зонах Украины. Предпочитает солнечные лесные опушки и луга с многолетними травянистыми растениями и кустарниками. |
|                                                 |                                                 | Leptophyes boscii Fieber, 1853                                         | |
|                                                 |                                                 | Leptophyes punctatissima (Bosc, 1792)                                  | Распространен в Западной Европе, однако возможны находки этого вида в крайних западных районах Украины, поскольку ещё донедавна он обитал в Румынии, где сейчас считается вымершим, а также возможны завозы этого кузнечика вместе с садовыми растениями. |
|                                                 |                                                 | Узелкоус Meconema thalassinum (De Geer, 1773)                          | |
|                                                 |                                                 | Metrioptera brachyptera (Linnaeus, 1761)                               | |
|                                                 |                                                 | Miramiola pusilla (Miram, 1927)                                        | Восточноевропейско-западносибирский вид. Самый мелкий кузнечик Украины, с длиной тела 9—11 мм и яйцеклада самок 5 мм. Обитает в степях юга страны. |
|                                                 |                                                 | Эверсманов скачок Montana eversmanni (Kittary, 1849)                   | Степи ? |
|                                                 |                                                 | Скачок Медведева Montana medvedevi (Miram, 1927)                       | Степи Южной Украины. |
|                                                 |                                                 | Степной скачок Montana montana (Kollar, 1833)                          | Степи. |
|                                                 |                                                 | Montana striata (Thunberg, 1815)                                       | Степи. |
|                                                 |                                                 | Севчук Лаксманна Onconotus laxmanni (Pallas, 1771)                     | Степи. |
|                                                 |                                                 | Севчук Сервиля Onconotus servillei Fischer von Waldheim, 1846          | Степи. |
| Фотография самца Pachytrachis gracilis          | Фотография самки Pachytrachis gracilis          | Pachytrachis gracilis (Brunner von Wattenwyl, 1861)                    | Южноевропейский вид, в пределах Украины встречается на юге Прикарпатья и Закарпатья, юго-западе Карпат, в центральной и восточной частях Черновицкой, крайнем востоке Ивано-Франковской, крайнем юге Тернопольской и Хмельницкой, юго-западе и юге Винницкой, севере и западе Одесской областей. Обитает в кустарнике и на высокотравных лугах, в живых изгородях, на лесных опушках и полянах, в негустых лесах. |
|                                                 |                                                 | Paradrymadusa galitzini Retowski, 1888                                 | Южный Крым. Эндемик Крыма |
|                                                 |                                                 | Пластинокрыл обыкновенный Phaneroptera falcata (Poda, 1761)            | Распространен почти по всей территории страны, кроме Крыма. Встречается на лесных опушках, сухих и влажных лугах с высокими травянистыми растениями и кустарниками, а также среди рудеральной растительности. |
|                                                 |                                                 | Пластинокрыл малый Phaneroptera nana Fieber, 1853                      | Распространен в Южной Украине, в том числе в Крыму, где встречается в основном в садах и виноградниках, реже на лугах, в кустарниковых зарослях и редколесьях. Держится на кустах и деревьях, например, на боярышнике (Crataegus). |
|                                                 |                                                 | Phaneroptera spinosa Bey-Bienko, 1954                                  | Степи. |
|                                                 |                                                 | Pholidoptera aptera (Fabricius, 1793)                                  | Южноевропейский вид, в пределах Украины встречается номинативный подвид Pholidoptera aptera aptera, который распространён по всей территории Украинских Карпат и в прилегающих районах Прикарпатья. |
|                                                 |                                                 | Pholidoptera frivaldszkyi (Herman, 1871)                               | Карпатско-балканский вид, в пределах Украины встречается в Прикарпатье, на юге и востоке Украинских Карпат. |
|                                                 |                                                 | Pholidoptera griseoaptera (De Geer, 1773)                              | Встречается на лесных опушках и полянах, в негустых лесах, в том числе в горном Крыму. |
|                                                 |                                                 | Pholidoptera fallax (Fischer, 1853)                                    | ? |
|                                                 |                                                 | Понтийская кустолюбка Pholidoptera pustulipes (Motschulsky, 1846)      | Крымско-кавказский эндемик, встречается в горах, выделяют 2 подвида: Pholidoptera pustulipes pustulipes и Pholidoptera pustulipes jailensis. |
|                                                 | Фотография самки Pholidoptera transsylvanica    | Pholidoptera transsylvanica (Fischer, 1853)                            | Карпатско-балканский вид, в пределах Украины встречается почти по всей территории Карпат, кроме северо-восточных и крайних восточных районов, и в Закарпатье. |
|                                                 |                                                 | Скачок бахчевой Platycleis affinis Fieber, 1853                        | Степи. В Украине встречается номинативный подвид Platycleis affinis affinis. |
|                                                 |                                                 | Platycleis albopunctata (Goeze, 1778)                                  | В Крыму встречается подвид Platycleis albopunctata transiens. |
|                                                 |                                                 | Platycleis escalerai Bolívar, 1899                                     | На юге Крыма встречается номинативный подвид Platycleis escalerai escalerai |
|                                                 |                                                 | Пятнистый скачок Platycleis intermedia (Serville, 1838)                | Степи. В Украине встречается номинативный подвид Pl. intermedia intermedia (Serville, 1838). |
|                                                 |                                                 | Poecilimon affinis (Frivaldszky, 1868)                                 | В Украине встречается номинативный подвид Poecilimon affinis affinis (Frivaldszky, 1868) |
|                                                 |                                                 | Бруннеров пилохвост Poecilimon brunneri (Frivaldszky, 1868)            | Юго-запад Украины, однако его наличие требует подтверждения. |
|                                                 |                                                 | Poecilimon fussii Fieber, 1878                                         | Юго-запад Украины, однако его наличие требует подтверждения. |
|                                                 |                                                 | Большой пилохвост Poecilimon heroicus Stshelkanovtzev, 1911            | Восточная Украина, обитает на лугах и в кустарниковых зарослях. |
|                                                 |                                                 | Восточный пилохвост Poecilimon intermedius (Fieber, 1853)              | Встречается на большей части территории страны, кроме северных и северо-западных областей, Карпат и Закарпатья, а также большей части Приднепровской возвышенности. |
| Фотография самца пилохвоста Плигинского         | Фотография самца и самки пилохвоста Плигинского | Пилохвост Плигинского Poecilimon pliginskii Miram, 1929                | Эндемик Горного Крыма. Распространён от лесостепи в предгорьях Крымских гор до степей яйл Главной гряды и некоторых районов Южного берега. Однако обитает только на участках с хорошо сохранившейся естественной растительностью. Держится на кустарниках и среди травянистых растений. Редкий вид, численность которого сокращается. Встречаются единичные экземпляры. За последние четверть века отмечался только в двух местах — на горных массивах Чатыр-Даг и Кара-Даг. Охраняется в Карадагском и Крымском природных заповедниках, ландшафтно-рекреационном парке «Лисья бухта – Эчки-Даг». Занесён в Красную книгу Украины, как исчезающий вид, и Красную книгу Республики Крым, как редкий вид. |
| Фотография самца лесного пилохвоста             | Фотография самки лесного пилохвоста             | Лесной пилохвост Poecilimon schmidtii (Fieber, 1853)                   | На территории Украины встречается в Закарпатье и в Карпатах, на Приднепровской возвышенности и на юге Крымского полуострова (в горах и предгорьях Крымских гор и на Керченском полуострове). Обитает в негустых лесах, в том числе горных, в Крыму ранее был также широко распространён в предгорной лесостепи и степи (на Керченском полуострове). Обитает на участках с хорошо сохранившейся естественной растительностью. Держится на кустарниках и среди травянистых растений. Редкий вид, в настоящее время встречаются единичные экземпляры. В Крыму за последние четверть века отмечен только в четырёх местах на самом юге полуострова. Охраняется в Ялтинском горно-лесном и Крымском природных заповедниках. Занесён в Красную книгу Украины, как уязвимый вид, и Красную книгу Республики Крым, как вид, сокращающийся в численности. |
|                                                 |                                                 | Poecilimon scythicus Stshelkanovtzev, 1911                             | |
|                                                 |                                                 | Крымский пилохвост Poecilimon tauricus Retowski, 1888                  | Эндемик Южного берега Крыма. |
|                                                 |                                                 | Украинский пилохвост Poecilimon ukrainicus Bey-Bienko, 1951            | Реликтовый вид с разорванным дизъюнктивным ареалом, который на территории Украины имеет вид полос, тянущихся по возвышенностям с 47° до 50° 30 ' сев. ш. вдоль Прута, Днестра, Южного Буга и Днепра: Расточье, Волынская, Подольская, Приднепровская и западные отроги Среднерусской возвышенности. Кузнечики обитают в травянисто-кустарниковых зарослях и степной густой растительности на опушках и полянах дубрав и сосновых лесов. Включён в Красную книгу Украины. Охраняется в заповедниках лесостепной зоны Украины. Редкий вид, встречаются единичные экземпляры. Занесён в Красную книгу Украины, как уязвимый вид. |
|                                                 |                                                 | Западный толстотел Polysarcus denticauda (Charpentier, 1825)           | Крайний запад Украины. |
|                                                 |                                                 | Psorodonotus specularis (Fischer von Waldheim, 1839)                   | Psorodonotus specularis specularis |
| Фотография самца Rhacocleis germanica           | Фотография самки Rhacocleis germanica           | Rhacocleis germanica (Herrich-Schäffer, 1840)                          | Южноевропейский вид, встречается на юго-востоке Украины в пределах Одесской области. Обитает на сухих лугах и пастбищах, на лесных опушках и полянах, в негустых лесах, держится обычно у основания кустарников и высоких травянистых растений. |
|                                                 |                                                 | Скачок Федченко Roeseliana fedtschenkoi (Saussure, 1874)               | |
|                                                 |                                                 | Скачок Резеля Roeseliana roeselii (Hagenbach, 1822)                    | Обитает в основном на влажных и среднеувлажнённых высокотравных лугах, но встречается также на лесных опушках, сельхозугодьях, в рудеральных зарослях. В зоне степей встречается только в луговой степи. На территории Украины встречается номинативный подвид Roeseliana roeselii roeselii. |
|                                                 |                                                 | Большой конусоголов Ruspolia nitidula (Scopoli, 1786)                  | |
| Партеногенетический вид, самцы не обнаружены    |                                                 | Степная дыбка Saga pedo (Pallas, 1771)                                 | Обитает в степях Южной Украины, на целинных, нераспаханных участках на юг от линии, соединяющей село Бовшив Галицкого района Ивано-Франковской, Канев Черкасской и село Октябрьское Лебединского района Сумской областей. Является характерным обитателем ненарушенных и слабо трансформированных злаково-разнотравных степей. Предпочитает ковыльные степи, однако населяет и степи других типов, а также остепнённые участки в редколесьях средиземноморского типа. Ареал и общая численность вида сокращаются вследствие уничтожения местообитаний (распахивания и застройки степей и перевыпаса скота). Встречаются единичные экземпляры. Занесена в Красные книги Украины и Республики Крым, как редкий вид, в Приложение II (Виды фауны, которые подлежат строгой охране) Бернской конвенции. Охраняется в Опукском, Казантипском, Карадагском, Ялтинском горно-лесном природных заповедниках, природном заповеднике «Мыс Мартьян», национальном природном парке «Тарханкутский» и на других охраняемых территориях. |
|                                                 |                                                 | Sepiana sepium (Yersin, 1854)                                          | Южный Крым ?. |
|                                                 |                                                 | Tessellana tessellata (Charpentier, 1825)                              | В Украине встречается номинативный подвид Tessellana tessellata tessellata. |
|                                                 |                                                 | Полосатый скачок Tessellana veyseli (Koçak, 1984)                      | |
|                                                 |                                                 | Певчий кузнечик Tettigonia cantans (Fuessly, 1775)                     | |
|                                                 |                                                 | Хвостатый кузнечик Tettigonia caudata (Charpentier, 1845)              | |
|                                                 |                                                 | Зелёный кузнечик Tettigonia viridissima (Linnaeus, 1758)               | |
|                                                 |                                                 | Tylopsis lilifolia (Fabricius, 1793)                                   | Южная Украина . |
| Семейство Rhaphidophoridae — Пещерные кузнечики |                                                 |                                                                        | |
|                                                 |                                                 | Оранжерейный кузнечик Tachycines asynamorus Adelung, 1902              | Интродуцированный вид, родиной которого является Восточная Азия (Центральный Китай, Корея, Япония). В Европу был завезен с оранжерейными растениями. В Украине впервые был найден в начале XX века в Киеве в Ботаническом саду имени академика А. А. Фомина. В настоящее время встречается в отапливаемых и влажных помещениях главным образом в крупных городах: в оранжереях, теплицах, ботанических садах, зоопарках, а также канализационных коллекторах и подвалах жилых домов, откуда через вентиляционные системы может проникать в квартиры. За их пределами может встречаться только в жаркое лето. |
| Семейство Gryllidae — Настоящие сверчки         |                                                 |                                                                        | |
|                                                 |                                                 | Gryllomorpha dalmatina (Ocskay, 1832)                                  | На территории Украины, в Южном Крыму, распространён номинативный подвид Gryllomorpha dalmatina dalmatina. |
|                                                 |                                                 | Gryllomorpha miramae Medvedev, 1933                                    | Обитает в степях Южной Украины. Держится в норах сусликов. На территории страны встречается номинативный подвид Gryllomorpha miramae miramae. |
|                                                 |                                                 | Домовый сверчок Acheta domesticus (Linnaeus, 1758)                     | Синантропный инвазивный вид, держится в жилищах человека. |
|                                                 |                                                 | Бордосский сверчок Eumodicogryllus bordigalensis (Latreille, 1804)     | Степи ? |
|                                                 |                                                 | Gryllodinus kerkennensis (Finot, 1893)                                 | Обитает на побережье Сиваша, держится на солончаках. ? |
|                                                 |                                                 | Gryllus bimaculatus De Geer, 1773                                      | Южный Крым. |
|                                                 |                                                 | Полевой сверчок Gryllus campestris Linnaeus, 1758                      | Обитает на сухих лугах практически по всей территории Украины. |
|                                                 |                                                 | Степной сверчок Melanogryllus desertus (Pallas, 1771)                  | Обитает в лесостепях и степях, обычен по берегам водоёмов. |
| Фотография самца Modicogryllus frontalis        | Фотография самки Modicogryllus frontalis        | Modicogryllus frontalis (Fieber, 1844)                                 | Распространён по всей территории Украины, кроме Карпат. Предпочитает места обитания с обширными участками голой земли (около 80 %) и расщелинами в земле, такими как виноградники, песчаные и гравийные карьеры, сухие луга, а также опушки лесов и железнодорожные насыпи. Наиболее многочисленен в степях. |
|                                                 |                                                 | Обыкновенный трубачик Oecanthus pellucens (Scopoli, 1763)              | Транспалеарктический широкоареальный вид. Распространён на большей части Украины, кроме Полесья и Карпатских гор. Обитает в лесостепях и степях, в том числе в Крыму. На территории страны встречается номинативный подвид Oecanthus pellucens pellucens. |
|                                                 |                                                 | Ovaliptila buresi (Maran, 1958)                                        | Крым в районе Севастополя. |
|                                                 |                                                 | Petaloptila fragosoi (Bolívar, 1885)                                   | Южный Крым. ? |
|                                                 |                                                 | Tartarogryllus tartarus (Saussure, 1874)                               | Крым. ? Tartarogryllus tartarus obscurus (Uvarov, 1921) |
| Семейство Mogoplistidae — Чешуйчатые сверчки    |                                                 |                                                                        | |
|                                                 |                                                 | Arachnocephalus vestitus Costa, 1855                                   | Крым, берега Чёрного и Азовского морей. |
| Фотография самца византийского сверчка          |                                                 | Византийский сверчок Pseudomogoplistes byzantius Gorochov, 1995        | Балкано-кавказский вид. В Украине водится в Крыму на Южном берегу, где был обнаружен в районе Ялты и в Кара-Даге. Обитает на естественных галечниковых пляжах на морском побережье, держится среди камней, питаясь выброшенными на берег разлагающимися водорослями. Редкий вид, его ареал и общая численность на полуострове сокращаются вследствие уничтожения местообитаний — преобразования естественных пляжей в места массового отдыха и застройки побережья. За последние четверть века достоверных находок не было. Охраняется в природном заповеднике «Мыс Мартьян» и Карадагском природном заповеднике. Занесён в Красную книгу Украины, как уязвимый вид, и Красную книгу Республики Крым, как сокращающийся в численности вид. |
| Фотография самца Pseudomogoplistes squamiger    | Фотография самки Pseudomogoplistes squamiger    | Pseudomogoplistes squamiger (Fischer, 1853)                            | ? Южный Крым |
| Семейство Trigonidiidae                         |                                                 |                                                                        | |
|                                                 |                                                 | Лесной сверкун Nemobius sylvestris (Bosc, 1792)                        | ? Крым. Обитает в лесах в подстилке среди опавших листьев и во мху. |
|                                                 |                                                 | Обыкновенный сверкун Pteronemobius heydenii (Fischer, 1853)            | Южная Украина, включая Крым, где встречается номинативный подвид Pteronemobius heydenii heydenii. |
|                                                 |                                                 | Stenonemobius bicolor (Saussure, 1877)                                 | Stenonemobius bicolor ponticus |
|                                                 |                                                 | Стройный сверкун Stenonemobius gracilis (Jakovlev, 1871)               | Южный Крым. |
| Семейство Myrmecophilidae — Муравьелюбы         |                                                 |                                                                        | |
|                                                 |                                                 | Обыкновенный муравьелюб Myrmecophilus acervorum (Panzer, 1799)         | Вся территория страны до Крыма. |
|                                                 |                                                 | Myrmecophilus bifasciatus Fischer von Waldheim, 1846                   | |
|                                                 |                                                 | Myrmecophilus hirticaudus Fischer von Waldheim, 1846                   | Балкано-кавказский вид. В Украине распространён в Горном Крыму. Мирмекофилы, встречаются в гнёздах муравьев (Camponotus, Crematogaster scutellaris) и термитов (Reticulitermes lucifugus). |
| Семейство Gryllotalpidae — Медведки             |                                                 |                                                                        | |
| Особь неопределенного пола                      | Особь неопределенного пола                      | Обыкновенная медведка Gryllotalpa gryllotalpa (Linnaeus, 1758)         | Распространена на всей территории страны. |
| Особь неопределенного пола                      |                                                 | Одношипная медведка Gryllotalpa unispina Saussure, 1874                | В Украине распространена на побережье Чёрного моря и Сиваша. |

## ПодотрядCaelifera—Короткоусые прямокрылые
| Иллюстрация самца ♂                                         | Иллюстрация самки ♀                                         | Русскоязычное и научное название                                         | Ареал на территории Украины. Замечания по систематике и охране. |
| ----------------------------------------------------------- | ----------------------------------------------------------- | ------------------------------------------------------------------------ | --- |
| Семейство Tridactylidae — Трипёрсты                         |                                                             |                                                                          | |
|                                                             |                                                             | Asiotridactylus fasciatus (Guérin-Méneville, 1844)                       | ?? Южная Украина. |
|                                                             |                                                             | Bruntridactylus tartarus (Saussure, 1874)                                | Степи Южной Украины, на засоленных почвах. |
|                                                             |                                                             | Xya pfaendleri Harz, 1970                                                | Южная Украина. |
| Особь неопределенного пола                                  |                                                             | Обыкновенный трипёрст Xya variegata (Latreille, 1809)                    | Степи. Держится на песчаных берегах водоёмов. |
| Семейство Tetrigidae — Прыгунчики                           |                                                             |                                                                          | |
| Особь неопределенного пола                                  | Особь неопределенного пола                                  | Короткоусый тетрикс Tetrix bipunctata (Linnaeus, 1758)                   | Распространён на севере и западе Украины, в Карпатах, в лесной и на севере лесостепной зон. Обитает на опушках широколиственных лесов и сосновых боров, на сырых лугах. |
| Фотография Tetrix bolivari (особь неопределенного пола)     | Фотография Tetrix bolivari (особь неопределенного пола)     | Tetrix bolivari Saulcy, 1901                                             | Распространён на юге Украины, в том числе в Крыму, в степной и на юго-западе и в центральной части лесостепной зон. В прилегающих к Днепру районах проникает на север до окрестностей Канева. Обитает на глиняных и гравийных берегах водоёмов (в том числе приморских маршей), засоленных влажных лугах, в песчаных и гравийных карьерах и других аналогичных влажных местообитаниях с открытой поверхностью грунта. |
| Особь неопределенного пола                                  | Особь неопределенного пола                                  | Tetrix depressa Brisout de Barneville, 1848                              | Южный Крым. Обитает в хорошо прогреваемых скалистых биотопах, обычно вблизи (даже небольших) влажных мест, в редколесьях, на лугах, каменистых берегах водоёмов, в карьерах. Встречается от уровня моря до высокогорья. |
| Особь неопределенного пола                                  | Особь неопределенного пола                                  | Узкий тетрикс Tetrix subulata (Linnaeus, 1758)                           | Распространён на большей части территории Украины, кроме приморских районов на самом юге страны и Крыма. Обитает на сырых лугах и лесных опушках, берегах водоёмов, в редколесьях, песчаных, глиняных и гравийных карьерах. Предпочитает участки с открытой поверхностью почвы. Способен плавать и нырять. |
| Особь неопределенного пола                                  | Особь неопределенного пола                                  | Тонкоусый тетрикс Tetrix tenuicornis (Sahlberg, 1891)                    | Широко распространён по всей территории страны. Обитает на влажных лугах, лесных опушках и берегах водоёмов, может встречаться также в сухих местах на болотах, на скалистых склонах, в песчаных и гравийных карьерах, на железнодорожных насыпях, в садах и сельхозугодьях. На территории Украины распространён номинативный подвид Tetrix tenuicornis tenuicornis. |
| Фотография самца Tetrix tuerki                              | Фотография самки Tetrix tuerki                              | Tetrix tuerki (Krauss, 1876)                                             | Горный вид, в пределах Украины обитает в Карпатах, где встречается вдоль горных рек и ручьев на лишь изредка затапливаемых гравийных берегах со скудной растительностью и большим содержанием мелкодисперсных отложений. Численность вида снижается, занесён в Красный список МСОП как уязвимый вид . |
| Особь неопределенного пола                                  | Особь неопределенного пола                                  | Tetrix undulata (Sowerby, 1806)                                          | Распространён на правобережной части северной и в северо-западной Украине от северо-запада Киевской до запада Львовской областей. Может попадаться на крайнем северо-западе Закарпатья у самой границы со Словакией. Встречается в основном во влажных местообитаниях с участками голой почвы, таких как лесные опушки, влажные луга, торфяники, пустоши, берега прудов, песчаные и гравийные карьеры. |
| Семейство Pamphagidae — Памфагиды                           |                                                             |                                                                          | |
| Фотография самца и самки крымской степной кобылки           |                                                             | Asiotmethis tauricus (Tarbinsky, 1930)                                   | Эндемик Украины. В Крыму, в западной и восточной частях полуострова, в каменистых степях и на покрытых степной растительностью каменистых склонах Предгорья обитает эндемичный подвид Asiotmethis tauricus tauricus — Крымская степная кобылка, занесённая в Красную книгу Республики Крым как сокращающийся в численности подвид. Держится на участках с открытой поверхностью грунта. Охраняется в национальном природном парке «Тарханкутский». В степях крайнего юга материковой части Украины распространён подвид Asiotmethis tauricus steppensis, известный только из типового местонахождения в районе Аскании-Нова на юге Херсонской области. В целом вид Asiotmethis tauricus занесён в Красный список МСОП как вымирающий . Основную угрозу для вида представляет уничтожение мест обитания, преобразование целинных степей в сельхозугодья. |
| Семейство Acrididae — Настоящие саранчовые                  |                                                             |                                                                          | |
| Особь неопределенного пола                                  | Особь неопределенного пола                                  | Акрида венгерская Acrida ungarica (Herbst, 1786)                         | Распространена в степной зоне на юге и юго-востоке Украины, в том числе в Крыму, от 47°—47°30′ с. ш. до Южного Крыма. Лугово-степной вид, обитает в сухих и умеренно влажных тёплых травянистых биотопах с хорошо развитым травостоем с преобладанием или значительной долей злаков (злаковниках и пустошах), произрастающих в том числе на дюнах. На территории Украины встречается номинативный подвид Acrida ungarica ungarica. |
| Особь неопределенного пола                                  | Особь неопределенного пола                                  | Зимняя кобылка Acrotylus insubricus (Scopoli, 1786)                      | Распространена в южной половине Украины, включая Крым, в степной и на юго-западе лесостепной зон, проникая на север примерно до Черкасс. Обитает в разных травянистых биотопах с достаточным количеством участков мелкозернистого грунта с открытой поверхностью: на лугах, дюнах, в кустарнике средиземноморского типа, в садах, на пастбищах, пустырях и других антропогенных местообитаниях. На территории Украины встречается номинативный подвид Acrotylus insubricus insubricus. |
| Особь неопределенного пола                                  |                                                             | Приморская кобылка Acrotylus longipes (Charpentier, 1845)                | Распространена на морском побережье страны от Дуная до северо-восточного Присивашья, в Крыму — в северной половине. Обитает на прибрежных и внутренних песчаных дюнах, на ночь и в плохую погоду зарывается в песок. Численность вида снижается. На территории Украины встречается номинативный подвид Acrotylus longipes longipes. |
|                                                             |                                                             | Тёмнокрылая летунья Aiolopus strepens (Latreille, 1804)                  | Распространена на самом юге Украины — в южной половине Одесской области и на Южном берегу Крыма. Обитает на сухих лугах, лесных полянах, встречается по берегам водоёмов, на виноградниках, обочинах дорог, в карьерах. Взрослые особи зимуют, поэтому их можно видеть как осенью, так и ранней весной. На территории Украины встречается номинативный подвид Aiolopus strepens strepens. |
| Особь неопределенного пола                                  |                                                             | Обыкновенная летунья Aiolopus thalassinus (Fabricius, 1781)              | Распространена в южной половине Украины на юг примерно от 50°30′ с. ш. на западе страны и 49°30′ с. ш. — в центре и на востоке, в степной, на юге и западе лесостепной и юго-западе лесной зон. Встречается в Крыму, в Карпатах отсутствует, но водится в Закарпатье. Обитает в открытых травянистых, преимущественно влажных, биотопах, по берегам водоёмов, попадается в карьерах и залежах. На территории Украины встречается номинативный подвид Aiolopus thalassinus thalassinus. |
| Самец и самка                                               | Особь неопределенного пола                                  | Египетская кобылка Anacridium aegyptium (Linnaeus, 1764)                 | На территории Украины встречается на юге Крыма — на Южном берегу и юго-западе Керченского полуострова. Обитает в кустарниковых зарослях средиземноморского типа и других сходных биотопах, встречается также в садах, в том числе в черте городов, виноградниках и других сельхозугодьях. |
|                                                             |                                                             | Пёстрая кобылка Arcyptera fusca (Pallas, 1773)                           | Преимущественно горный вид. Ареал на территории Украины очень разорванный. Встречается в Карпатах и в Крыму — в западной части полуострова и на Южном берегу. Одна обособленная популяция зарегистрирована в центре страны — в северо-восточной части Черкасской области по берегам Днепра между Каневским и Кременчугским водохранилищами. Обитает в основном на горных лугах, но также в степях. |
|                                                             |                                                             | Крестовая кобылка Arcyptera microptera (Fischer von Waldheim, 1833)      | Обитает в степях юга Украины. На материковой части страны распространён номинативный подвид Arcyptera microptera microptera, в Крыму — эндемичный подвид Arcyptera microptera jailensis — Крымская крестовая кобылка, как редкий подвид занесённая в Красную книгу Республики Крым. Была распространена на участках со степной растительностью в Предгорье и на склонах гор, в том числе Южного берега, яйлах и на Керченском полуострове, однако за последние четверть века её находок не зарегистрировано. Подвид исчезает вследствие уничтожения мест обитания: террасирования склонов гор, перевыпаса скота и застройки. Охраняется в Карадагском и Ялтинском горно-лесном природных заповедниках. |
| Самка                                                       |                                                             | Ширококрылая трещотка Bryodemella tuberculata (Fabricius, 1775)          | В Украине отмечена на юге Полесья, в лесостепи и на севере степной зоны (Черниговская, Киевская, Черкасская, Полтавская и Харьковская области). Последние достоверные находки сделаны в 1953 году вблизи Харькова. Ареал и общая численность вида сокращаются. Занесена в Красную книгу Украины как редкий вид и Красный список МСОП как уязвимый вид . На территории Украины встречается номинативный подвид Bryodemella tuberculata tuberculata. |
|                                                             |                                                             | Пустынный прус Calliptamus barbarus (Costa, 1836)                        | Распространён в южной половине Украины в степной и на юго-западе лесостепной зон, в том числе на Крымском полуострове. Обитает в сухих открытых биотопах, обычно песчаных или каменистых, с редкой растительностью, включая карьеры и виноградники. На территории Украины встречается номинативный подвид Calliptamus barbarus barbarus. |
|                                                             |                                                             | Итальянский прус Calliptamus italicus (Linnaeus, 1758)                   | Широко распространён по всей территории страны, но особенно многочисленен в степях Южной Украины. Обитает в различных открытых местообитаниях, таких как луга, пустоши, заброшенные сельскохозяйственные угодья, встречается в скалистых районах, в кустарниковых зарослях средиземноморского типа с большим количеством участков с открытой поверхностью почвы, в песчаных и гравийных карьерах, по обочинам дорог и на железнодорожных насыпях. Предпочитает биотопы с разнородной растительностью с густыми невысокими кустарниками и участками голой земли. На территории страны встречается номинативный подвид Calliptamus italicus italicus. |
|                                                             |                                                             | Изменчивая кобылка Celes variabilis (Pallas, 1771)                       | Обитает в степях и на остепнённых участках на юге лесостепной и в степной зонах, включая Крым. По берегам Днепра доходит на север до окрестностей Киева. На территории Украины встречается номинативный подвид Celes variabilis variabilis. |
|                                                             |                                                             | Белополосая кобылка Chorthippus albomarginatus (De Geer, 1773)           | Транспалеарктический широкоареальный вид. Широко распространена по всей Украине, кроме южной части степной и крайнего юго-запада лесостепной зон и Крыма. Обитает в основном во влажных лугово-пастбищных биотопах. На территории Украины встречается номинативный подвид Chorthippus albomarginatus albomarginatus. |
| Фотография самца Chorthippus dichrous                       | Фотография самки Chorthippus dichrous                       | Chorthippus dichrous (Eversmann, 1859)                                   | Распространён в южной половине страны на юге лесостепной и в степной зонах, в том числе в Крыму. Обитает в сухих и влажных биотопах в степях, встречается в травянистых зарослях вдоль рек и дорог, а также на сельхозугодьях. |
|                                                             |                                                             | Луговой конёк Chorthippus dorsatus (Zetterstedt, 1821)                   | Транспалеарктический широкоареальный вид. Широко распространён в лесной, лесостепной и на северо-востоке степной зон Украины. Обитает во влажных и полусухих травянистых стациях. На территории страны встречается номинативный подвид Chorthippus dorsatus dorsatus. |
|                                                             |                                                             | Chorthippus karelini (Uvarov, 1910)                                      | Chorthippus karelini karelini |
|                                                             |                                                             | Chorthippus loratus (Fischer von Waldheim, 1846)                         | Юг Украины. |
|                                                             |                                                             | Chorthippus oschei Helversen, 1986                                       | Chorthippus oschei oschei и Chorthippus oschei pusztaensis |
|                                                             |                                                             | Бурый конёк Chorthippus apricarius (Linnaeus, 1758)                      | Широко распространён в лесной, лесостепной и на севере степной зон. Возможно встречается в Горном Крыму. Обитает в сухих травянистых биотопах, на окраинах сельскохозяйственных угодий, обочинах дорог и канав. Предпочитает местообитания с участками, имеющими открытую поверхность грунта. На территории Украины встречается номинативный подвид Chorthippus apricarius apricarius. |
|                                                             |                                                             | Изменчивый конёк Chorthippus biguttulus (Linnaeus, 1758)                 | Широко распространён на всей территории Украины. В стране встречается номинативный подвид Chorthippus biguttulus biguttulus. |
|                                                             |                                                             | Обыкновенный конёк Chorthippus brunneus (Thunberg, 1815)                 | Транспалеарктический широкоареальный вид. В Украине широко распространён по всей территории, включая Крым. Обитает в разнообразных открытых травянистых биотопах с редкой растительностью, таких как пустоши, лесные поляны, горные склоны и обочины дорог. На территории Украины встречается номинативный подвид Chorthippus brunneus brunneus. |
| Фотография самца усатого конька подвида Ch. m. purpuratus   | Фотография самки усатого конька подвида Ch. m. purpuratus   | Усатый конёк Chorthippus macrocerus (Fischer von Waldheim, 1846)         | Распространён в лесостепной и степной зонах Украины, в том числе в Крыму. Обитает в сухих травянистых биотопах, на лесных полянах и опушках. На территории Украины встречается 2 подвида — номинативный Chorthippus macrocerus macrocerus и Chorthippus macrocerus purpuratus. |
|                                                             |                                                             | Малый конёк Chorthippus mollis (Charpentier, 1825)                       | Широко распространён по всей Украине, включая Крым. Обитает в сухих травянистых биотопах, в том числе с песчаным и гравийным грунтом, на пустошах, предпочитает места обитания с участками, имеющими открытую поверхность грунта. На территории страны встречается номинативный подвид Chorthippus mollis mollis. |
|                                                             | Фотография самки красноногого конька                        | Красноногий конёк Chorthippus pullus (Philippi, 1830)                    | Распространён в лесной зоне, Горном Крыму и на северо-востоке Керченского полуострова. Обитает в прогреваемых солнцем сухих песчаных биотопах: на пустошах, лесных опушках и полянах с песчаным грунтом и участками с открытой поверхностью грунта в сосновых борах, а также на покрытых гравием берегах и песчано-галечниковых островках с редкой растительностью на горных реках. |
|                                                             |                                                             | Бродячий конёк Chorthippus vagans (Eversmann, 1848)                      | Распространён в лесной (за исключением Карпат), лесостепной и на северо-западе степной зон, по берегам Днепра доходит на юг до центральной части Днепропетровской области. Встречается также в Горном Крыму. Обитает в сухих травянистых биотопах, на скалистых склонах, дюнах и пустошах, в редколесьях. Держится всегда вблизи деревьев или кустарников, создающих тень. На территории Украины встречается номинативный подвид Chorthippus vagans vagans. |
|                                                             |                                                             | Непарный зеленчук Chrysochraon dispar (Germar, 1834)                     | Распространён на большей части страны: в лесной, лесостепной и на севере степной зон, по берегам Днепра доходит на юг почти до самого устья. Встречается в горном Крыму и в западной части Одесской области в районах, граничащих с Молдавией, в устье Днестра. Обитает в среднеувлажнённых и влажных травянистых биотопах: сырых лугах, болотах, лесных опушках, пустошах, рудеральной растительности. Тяготеет к высокотравью. На территории Украины встречается номинативный подвид Chrysochraon dispar dispar. |
| Фотография самца малой крестовички                          | Фотография самки малой крестовички                          | Малая крестовичка Dociostaurus brevicollis (Eversmann, 1848)             | Распространена на большей части Украины: в степной, лесостепной и на юге лесной зон, встречается в Крыму (кроме горного Южного берега). Обитает в степях и подобных сухих песчаных биотопах с редкой растительностью, таких как песчаные дюны и берега лиманов, а также на сельскохозяйственных угодьях с аналогичной структурой растительности. Предпочитает места с низким травостоем. Встречается также на лесных опушках и полянах. |
|                                                             |                                                             | Марокканская саранча Dociostaurus maroccanus (Thunberg, 1815)            | Обитает в степях и подобных сухих стациях на самом юге Украины, ареал вида тянется достаточно узкой полосой вдоль черноморского и азовского побережий на восток от устья Днестра. Встречается в Крыму, в степной части полуострова. |
| Фотография синеногой летуньи неопределённого пола           | Фотография самки синеногой летуньи                          | Синеногая летунья Epacromius coerulipes (Ivanov, 1888)                   | Распространена в степной зоне, включая степной Крым, и на юге и в центральной части лесостепной зоны, где в прилегающих к Днепру районах проникает на север до окрестностей Киева. Обитает в основном на солончаках, по берегам солёных водоёмов, на солоноватых болотах и других водно-болотных угодьях с участками, имеющими открытую поверхность грунта. |
|                                                             |                                                             | Eremippus costatus Tarbinsky, 1927                                       | Южный Крым. |
|                                                             |                                                             | Euchorthippus declivus (Brisout de Barneville, 1848)                     | Распространён в Западной и юго-западной Украине: в Закарпатье, на крайних юге и западе Ивано-Франковской и в Черновицкой областях, востоке Подолья (на юге Тернопольской и Хмельницкой, востоке и юго-востоке Винницкой областей), на юге Одесской области. Обитает на сухих и полусухих лугах и в рудеральной растительности. |
|                                                             |                                                             | Степной конёк Euchorthippus pulvinatus (Fischer von Waldheim, 1846)      | Распространён в южной половине лесостепной и степной зонах, в том числе в Крыму. По берегам Днепра доходит на север до окрестностей Киева. Более всего предпочитает ковыльные степи, однако обитает и в степях других типов, а также на сухих, хорошо прогреваемых лугах, иногда встречается на полянах и опушках лесонасаждений. |
|                                                             |                                                             | Короткокрылый зеленчук Euthystira brachyptera (Ocskay, 1826)             | Широко распространён на большей части страны: по всей лесной и лесостепной зонам и на северо-востоке степной, по берегам Днепра доходит на юг до центра Херсонской области, встречается в горном Крыму. Обитает в основном во влажных местообитаниях: на сырых лугах, болотах, торфяниках, залежах, полянах и опушках лесов, в том числе в горах. Однако водится и в более сухих биотопах, если растительность достаточно высокая. На территории Украины встречается номинативный подвид Euthystira brachyptera brachyptera. |
|                                                             |                                                             | Рыжая копьеноска Gomphocerippus rufus (Linnaeus, 1758)                   | Распространена в северной половине Украины: по всей лесной, на большей части лесостепной (кроме юго-западной части) и на северо-востоке степной зон. Обитает в основном на лесных полянах и опушках с достаточно обильным травостоем, в подлеске редколесий. Встречается также на заброшенных пастбищах и виноградниках, железнодорожных насыпях, обочинах дорог, но почти всегда около леса. |
|                                                             |                                                             | Перелётная саранча Locusta migratoria (Linnaeus, 1758)                   | Постоянно обитает на юге страны в степной зоне (кроме северо-восточной части и Крыма), однако может залетать далеко на север, вследствие чего отдельные особи могут встречаться по всей территории Украины. Водится в основном во влажных травянистых биотопах, преимущественно с влажными песчаными почвами, на сырых лугах с тростником по берегам водоёмов. На территории Украины встречается номинативный подвид Locusta migratoria migratoria. |
|                                                             |                                                             | Зелёная болотная кобылка Mecostethus parapleurus (Hagenbach, 1822)       | Распространена в Карпатах и Закарпатье и на юге страны — на юге степной зоны: в южной половине Одесской, на крайнем юге Николаевской, большей части Херсонской (кроме крайнего северо-запада), юге Днепропетровской, по всей Запорожской, в южной половине Донецкой и на юге Луганской областей. В Крыму не встречается. Обитает в густых травянистых зарослях по берегам водоёмов, на прогреваемых сырых лугах и солончаках. На территории Украины водится номинативный подвид Mecostethus parapleurus parapleurus. |
| Фотография самца Mioscirtus wagneri                         | Фотография самки Mioscirtus wagneri                         | Mioscirtus wagneri (Eversmann, 1859)                                     | Распространена в приморских районах юга и юго-востока Украины от Березанского лимана на восток до границы с Россией, в Крыму — в окрестностях Сиваша. Обитает на голых солончаках, на которых произрастает сведа Suaeda vera, которой питается этот вид. Численность вида снижается вследствие уничтожения мест обитания. На территории Украины встречается номинативный подвид Mioscirtus wagneri wagneri. |
|                                                             |                                                             | Miramella alpina (Kollar, 1833)                                          | Горный вид, на территории Украины распространён в Карпатах. Обитает во влажных высокотравных биотопах в горах: на сырых горных, в том числе альпийских, лугах, поросших густой растительностью болотах и торфяниках. В пределах страны встречается номинативный подвид Miramella alpina alpina. |
|                                                             |                                                             | Волосатая копьеуска Myrmeleotettix antennatus (Fieber, 1853)             | Юг степной зоны. |
|                                                             |                                                             | Пятнистая копьеуска Myrmeleotettix maculatus (Thunberg, 1815)            | Широко распространена в лесной и лесостепной зонах Украины, в степной зоне очень спорадична, встречается в основном по берегам Днепра, до устья, и в центральной части Крымского полуострова. Обитает на сухих и тёплых песчаных стациях с наличием открытой поверхности грунта, таких как песчаные дюны, участки со степной растительностью, пустоши, участки открытого песка и поляны в хвойных лесах. На территории Украины встречается номинативный подвид Myrmeleotettix maculatus maculatus. |
| Фотография самца Odontopodisma decipiens decipiens          | Фотография самки Odontopodisma decipiens decipiens          | Odontopodisma decipiens Ramme, 1951                                      | Вид распространён в Карпатах (кроме северной части) и на юго-западе Подолья в Западной Украине. Встречается в основном в кустарнике, особенно на кустах малины (Rubus spp.), а также на сухих и среднеувлажнённых лугах, лесных опушках, железнодорожных насыпях и других подобных местообитаниях, где попадается на европейской ольхе (Alnus glutinosa) и таволге вязолистной (Filipendula ulmaria). На территории Украины встречается номинативный подвид Odontopodisma decipiens decipiens. |
| Фотография самца Odontopodisma rubripes                     | Фотография самки Odontopodisma rubripes                     | Odontopodisma rubripes (Ramme, 1931)                                     | Эндемик Карпатского региона, на территории Украины встречается в Закарпатье, одна изолированная популяция обитает в Прикарпатье в центре Ивано-Франковской области. Вид распространён на высотах от 100 до 1300 м, обитает в кустарнике на лесных опушках и полянах, заросших кустарником болотах, где держится на кустах малины (Rubus) и других кустах и высоких травах. |
|                                                             |                                                             | Чёрнополосая кобылка Oedaleus decorus (Germar, 1825)                     | Обитает в степях и на остепнённых участках на юге лесостепной и в степной зонах, включая Крым. |
|                                                             |                                                             | Голубокрылая кобылка Oedipoda caerulescens (Linnaeus, 1758)              | Широко распространена по всей территории Украины. В пределах страны встречается номинативный подвид Oedipoda caerulescens caerulescens. |
|                                                             |                                                             | Обыкновенная травянка Omocestus haemorrhoidalis (Charpentier, 1825)      | Широко распространена на всей территории Украины, кроме Крымского полуострова, однако встречается на Южном берегу Крыма. Обитает в сухих лугово-пастбищных биотопах с низким травостоем и на сухих пустошах с редкой растительностью и участками, имеющими открытую поверхность грунта. На территории Украины встречается номинативный подвид Omocestus haemorrhoidalis haemorrhoidalis. |
| Фотография самца Omocestus minutus                          | Фотография самки Omocestus minutus                          | Omocestus minutus (Brullé, 1832)                                         | Южная Украина. |
|                                                             | Фотография самки Omocestus petraeus                         | Малая травянка Omocestus petraeus (Brisout de Barneville, 1856)          | Широко распространена по всей степной зоне на юге страны, в том числе на Крымском полуострове, по берегам Днепра заходит в лесостепную зону на север примерно до Черкасс. Обитает в степях и подобных сухих травянистых биотопах с низким травостоем и участками с открытой поверхностью грунта с песком или камнями. |
|                                                             |                                                             | Omocestus rufipes (Zetterstedt, 1821)                                    | Широко распространена на всей территории Украины, кроме приморских районов юга страны и большей части Крымского полуострова, однако встречается на Южном берегу Крыма. Обитает в разнообразных травянистых биотопах: на лугах, пустошах, лесных полянах и опушках, в зарослях травянистых растений вдоль обочин дорог и железнодорожных насыпей, а также на урбанизированных территориях и сельскохозяйственных угодьях. |
|                                                             |                                                             | Зелёная травянка Omocestus viridulus (Linnaeus, 1758)                    | Распространена на большей части лесной (кроме Закарпатья и южного Прикарпатья) и лесостепной (кроме южной части) зон, на юге лесостепи и в степной зоне — только по берегам Днепра, где доходит до центральной части Днепропетровской области. Встречается в Карпатах, в горах, и на Южном берегу Крыма. Обитает на полусухих и сырых лугах, на болотах. На территории Украины встречается номинативный подвид Omocestus viridulus viridulus. |
| Фотография самца Paracaloptenus caloptenoides caloptenoides | Фотография самки Paracaloptenus caloptenoides caloptenoides | Paracaloptenus caloptenoides (Brunner von Wattenwyl, 1861)               | ? (недоступная ссылка) Paracaloptenus caloptenoides caloptenoides |
|                                                             |                                                             | Paracinema tricolor (Thunberg, 1815)                                     | Обитает в густых высокотравных зарослях по берегам водоёмов на самом юге и юго-западе страны: в Одесской (кроме северной части), на юге Николаевской, юге и юго-западе Херсонской и крайнем юге Запорожской областей, в Крыму. По берегам Днепра доходит на север до северо-востока Кировоградской и юга Полтавской областей. На территории Украины встречается подвид Paracinema tricolor bisignata. |
|                                                             |                                                             | Pezotettix giornae (Rossi, 1794)                                         | Распространён на юге Западной Украины (юг Закарпатья, Карпат, Прикарпатья и Подолья) и в южной части Одесской области. Обитает на лесных опушках, лугах, в редколесьях и подобных сухих открытых местообитаниях с достаточно скудной растительностью и обычно с небольшими кустарниками. Держится на растениях. |
| Фотография Platypygius crassus неопределённого пола         |                                                             | Platypygius crassus (Karny, 1907)                                        | Обитает на самом юге страны на засоленных берегах в устьях Днепра и Южного Буга, Днепро-Бугского и Березанского лиманов, Тендровского, Ягорлыцкого, Перекопского, восточной части Джарылгачского и северной Каркинитского заливов, по всему побережью и окрестностям Сиваша. Раньше встречался также в дельте Дуная, но там скорее всего уже исчез. Держится на влажном грунте с открытой поверхностью и редкой галофитной растительностью (Salicornia, Atriplex verrucifera). Вид занесён в Красный список МСОП, как вымирающий . Часть его ареала находится в Черноморском биосферном заповеднике и Азово-Сивашском национальном природном парке. |
|                                                             |                                                             | Бескрылая кобылка Podisma pedestris (Linnaeus, 1758)                     | Распространена почти по всей территории Украины, кроме самого юга и Крыма ?, преимущественно в лесной зоне. Предпочитает сухие и тёплые травянистые биотопы с низким растительным покровом и участками с открытой поверхностью почвы. На территории Украины встречается номинативный подвид Podisma pedestris pedestris. |
|                                                             |                                                             | Podismopsis poppiusi (Miram, 1907)                                       | ?? Podismopsis poppiusi poppiusi |
|                                                             |                                                             | Лесной конёк Pseudochorthippus montanus (Charpentier, 1825)              | Распространён в лесной и на севере лесостепной зон Украины. Обитает во влажных биотопах, в основном встречается на сырых лугах, болотах и торфянниках. |
|                                                             |                                                             | Короткокрылый конёк Pseudochorthippus parallelus (Zetterstedt, 1821)     | Широко распространён по всей территории Украины, включая Крым. Населяет различные, преимущественно влажные, но также и сухие, травянистые биотопы: сырые луга, пастбища, встречается на обочинах дорог. На территории Украины водится номинативный подвид Pseudochorthippus parallelus parallelus. |
| Фотография самца Pseudopodisma fieberi fieberi              | Фотография самки Pseudopodisma fieberi fieberi              | Pseudopodisma fieberi (Scudder, 1897)                                    | Горный вид, на территории Украины распространён в Карпатах. Обитает в горах в местах с густым высокотравьем и кустарниками, в том числе на пастбищах. Держится на небольших кустах и высоких травянистых растениях. В пределах страны встречается номинативный подвид Pseudopodisma fieberi fieberi. |
|                                                             |                                                             | Огнёвка трескучая Psophus stridulus (Linnaeus, 1758)                     | Распространена в лесной и на севере и востоке лесостепной зоны, на юг примерно до 50° с. ш. (на востоке страны немного южнее), встречается в Карпатах (однако отсутствует в Закарпатье). Обитает в основном на лесных опушках, встречается на пустошах и солнечных склонах гор, сухих травянистых стациях с редкой растительностью и каменистыми участками, гравийными террасами, скалистыми склонами, дюнами. |
|                                                             |                                                             | Ramburiella signata (Fischer von Waldheim, 1833)                         | Лесостепь. |
|                                                             |                                                             | Туркменская кобылка Ramburiella turcomana (Fischer von Waldheim, 1833)   | Крым. |
| Особь неопределенного пола                                  |                                                             | Голубокрылая пустынница Sphingonotus caerulans (Linnaeus, 1767)          | Широко распространена по всей территории Украины. Обитает на гравийных берегах рек, скалистых склонах и песчаных дюнах, а также в искусственных местообитаниях, таких как гравийные карьеры, каменоломни, горнопромышленные участки, гравийные насыпи железнодорожных путей. Предпочитает места обитания с редкой растительностью. На территории Украины встречается 2 подвида: номинативный Sphingonotus caerulans caerulans и Sphingonotus caerulans cyanopterus. |
|                                                             | Самец                                                       | Синеногая пустынница Sphingonotus coerulipes Uvarov, 1922                | Распространена на юге Луганской и востоке Донецкой областей, а также в Крыму вдоль почти всего морского побережья, кроме северо-западной части севернее Тарханкутского полуострова, и на берегах Сиваша, кроме его северной части. Обитает в песчаных биотопах со скудным растительным покровом, в Крыму тесно связана с гравийными и известняковыми стациями. Численность вида снижается. На территории Украины встречается подвид Sphingonotus coerulipes djakonovi. |
|                                                             |                                                             | Тёмнокрылая кобылка Stauroderus scalaris (Fischer von Waldheim, 1846)    | Распространена в Карпатах и прилегающих районах Прикарпатья (на север доходит до центра Расточья) и на Южном берегу Крыма. Обитает на сухих, полусухих и влажных, преимущественно горных, злаковых и разнотравно-злаковых лугах, лесных опушках и полянах, пустошах. На территории Украины встречается номинативный подвид Stauroderus scalaris scalaris. |
| Фотография самца Stenobothrus crassipes                     | Фотография самки Stenobothrus crassipes                     | Stenobothrus crassipes (Charpentier, 1825)                               | Встречается в Закарпатье. Обитает на сухих и полусухих лугах и пастбищах, низкотравных лесных полянах, в степных растительных ассоциациях и на субальпийских сухих лугах, как на низменностях, так и в горах. |
|                                                             |                                                             | Евразийская травянка Stenobothrus eurasius Zubovski, 1898                | Широко распространена в степной зоне на юге Украины. Обитает в степях и полузасушливых биотопах с травянистой растительностью, состоящей из разных видов ковыля (Stipa spp.) и овсяницы (Festuca spp.). Встречается на опушках растущих на песчаных почвах лесонасаждений. На территории Украины распространён подвид Stenobothrus eurasius hyalosuperficies. |
| Фотография самца Stenobothrus fischeri                      | Фотография самки Stenobothrus fischeri                      | Фишерова травянка Stenobothrus fischeri (Eversmann, 1848)                | Транспалеарктический широкоареальный вид. На территории Украины обитает в степях юга страны. Здесь встречается номинативный подвид Stenobothrus fischeri fischeri. |
|                                                             |                                                             | Толстоголовая травянка Stenobothrus lineatus (Panzer, 1796)              | Транспалеарктический широкоареальный вид. В Украине широко распространена по всей территории от лесной зоны до степей. Здесь встречается номинативный подвид Stenobothrus lineatus lineatus. |
|                                                             |                                                             | Stenobothrus miramae Dirsh, 1931                                         | На территории Украины встречается в Крыму. |
|                                                             |                                                             | Пятнистая травянка Stenobothrus nigromaculatus (Herrich-Schäffer, 1840)  | Транспалеарктический широкоареальный вид. На территории Украины обитает в степях юга страны. Здесь встречается номинативный подвид Stenobothrus nigromaculatus nigromaculatus. |
|                                                             | Фотография самки Stenobothrus rubicundulus                  | Ширококрылая травянка Stenobothrus rubicundulus Kruseman et Jeekel, 1967 | Альпийско-балканский вид. На территории Украины встречается обособлення популяция на юге Подолья — крайнем юге Хмельницкой и прилегающей территории северо-востока Черновицкой областей. Обитает в сухих скалистых лугово-пастбищных биотопах. |
|                                                             |                                                             | Stenobothrus stigmaticus (Rambur, 1838)                                  | Обитает в степях юга страны, в том числе в Крыму. На территории Украины встречается номинативный подвид Stenobothrus stigmaticus stigmaticus. |
|                                                             |                                                             | Болотная кобылка Stethophyma grossum (Linnaeus, 1758)                    | Распространена в северной половине Украины в лесной и лесостепной (кроме самого юга) зонах, в том числе в Карпатах. Обитает во влажных биотопах: на сырых лугах, болотах и торфяниках. Держится в высокотравье. |

## Комментарии
1. 1 2 3 4 5 6 7 8 9 10 11 12 13 14 15 16 17 18 19 20 21 22 23 24 25 26 27 28 29 30 31 32 33 34 35 36 37 38 39 40 41 42  Бо́льшая часть Крымского полуострова  является объектом территориальных разногласий между Россией, контролирующей спорную территорию, и Украиной, в пределах признанных большинством государств — членов ООН границ которой спорная территория находится. Согласно федеративному устройству России, на спорной территории Крыма располагаются субъекты Российской Федерации — Республика Крым и город федерального значения Севастополь. Согласно административному делению Украины, на спорной территории Крыма располагаются регионы Украины — Автономная Республика Крым и город со специальным статусом Севастополь.